# مؤسسه انتشارات فرانکلین
مؤسسهٔ انتشارات فرانکلین (Franklin Book Program) از مؤسسات بزرگ چاپ و انتشار کتاب است.

## مؤسسهٔ انتشارات فرانکلین درایالات متحدهٔ آمریکا
مؤسسهٔ انتشارات فرانکلین (Franklin Book Program) از مؤسسات بزرگ انتشار کتاب است که در سال ۱۹۵۲ به‌منظور گسترش زمینهٔ چاپ و انتشار کتاب در نیویورک آمریکا پایه‌گذاری شد. ابتدا نام این سازمان Franklin Book Publications بود، اما از سال ۱۹۶۴ به نام فعلی تغییر عنوان یافت. هدف اصلی از تأسیس این مؤسسه، فراهم‌آوردن مقدمات ترجمه و انتشار کتاب‌های آمریکایی به زبان کشورهای در حال توسعه بود؛ ولی به‌تدریج دامنهٔ فعالیت این مؤسسه از محدودهٔ اهداف نخستین بنیانگذاران آن فراتر رفت و به چاپ و نشر کتاب‌های محلی در حوزه‌های نمایندگی مؤسسه انجامید. دیتوس سی. اسمیت (Datus C. Smith)، مدیرعامل مؤسسه فرانکلین بود. او قبلاً ریاست انتشارات دانشگاه پرینستون را عهده‌دار بود. در طول مدت فعالیت این بنگاه انتشاراتی، قریب ۳۰۰۰ عنوان کتاب به زبان‌های عربی، فارسی، اردو، اسپانیول و بسیاری از زبان‌های آفریقایی انتشار یافت.

## مؤسسهٔ انتشارات فرانکلین در تهران
در نوامبر سال ۱۹۵۳ نمایندگی مؤسسهٔ انتشارات فرانکلین در تهران آغاز به کار کرد. پایه‌گذار و مدیرعامل این مؤسسه همایون صنعتی‌زاده بود. مؤسسهٔ فرانکلین در ایران، در عرض چند سال به تشکیلاتی با تأثیری دیرپا بر صنعت نشر ایران تبدیل شد. کار فرانکلین با آماده‌سازی کتاب‌ها برای انتشار آغاز گشت و برای اولین بار عمل ویرایش و تولید فنی کتاب (صفحه‌آرایی، نمایه‌سازی، طراحی جلد و غیره) به شکل نوین در آن انجام گرفت. بخش دیگر خدمات مؤسسه، ویرایش «کتاب‌های غیردرسی» بود که سپس به تشکیلاتی گسترده تبدیل شد. در سال‌های بعد، این مؤسسه به چاپ کتاب‌های درسی کشور پرداخت. فرانکلین از محل عواید چاپ این کتاب‌ها، چاپخانه‌ای مجهز به نام شرکت افست تأسیس کرد و بخشی از سهام آن را بین ناشران توزیع نمود. سازمان کتاب‌های جیبی از جمله مؤسسات دیگری بود که در سال ۱۳۳۹ در کنار دیگر فعالیت‌های مؤسسه فرانکلین آغاز به کار کرد. این سازمان در سال ۱۳۴۸ به‌عنوان یک شرکت سهامی انتفاعی به ثبت رسید. اما در سال ۱۳۳۵ سازمان کتاب‌های جیبی از این مؤسسه جدا شد.
سیروس علی‌نژاد در این خصوص می‌نویسد: 
«بی‌تردید هیچ سازمان نشری در ایران به اندازهٔ انتشارات فرانکلین موفق نبوده است. ویراستاری کتاب، نخست در همین سازمان شکل گرفت. مهم‌ترین کتاب‌های ادبی آن دوره مانند «از صبا تا نیما» در این سازمان آماده و منتشر شد. درمجموع، ۱۵۰۰ عنوان از بهترین کتاب‌های ترجمه در همین سازمان به فارسی‌زبانان اهدا شد. شیوهٔ کار همایون صنعتی در انتشارات فرانکلین جالب بود. حق‌الترجمهٔ کتاب را یک‌جا می‌خرید؛ همهٔ امور مربوط به چاپ، از ویرایش تا تصحیح و غلط‌گیری را انجام می‌داد. اجرت طرح جلد و هزینهٔ تبلیغات را می‌پرداخت و برای چاپ و نشر به دست ناشر می‌سپرد و در ازای تمام این کارها ۱۵ درصد از بهای پشت جلد دریافت می‌کرد. در ابتدای کتاب هم عبارت «با همکاری مؤسسهٔ انتشارات فرانکلین» ذکر می‌شد. کتاب در آن زمان‌ها تیراژ چندانی نداشت، هر چند از تیراژ امروزی بیشتر بود. صنعتی‌زاده به فکر آن افتاد که از طریق ارزان کردن کتاب، تیراژش را در ایران بالا ببرد؛ از اینجا به انتشار کتاب‌های جیبی رسید.
صنعتی‌زاده تا سال ۱۹۶۵ و جانشینی علی‌اصغر مهاجر در این سمت باقی بود. نحوهٔ آشنایی «مهاجر» با مؤسسهٔ فرانکلین و پیشینهٔ او را صنعتی‌زاده در خاطرات خود بازگو کرده است. مؤسسه فرانکلین تهران، در سال ۱۹۷۹ در بحبوحهٔ انقلاب ۱۳۵۷ ایران منحل شد.

### چاپ کتاب‌های درسی
در آن زمان کتاب‌های مدرسه در سراسر ایران شکل واحدی نداشت و در شهرهای مختلف، بنا به سلیقهٔ دبیران از تألیفات متعدد استفاده می‌شد. صنعتی می‌گوید که به کتاب‌های درسی ایران هم پرداخته و آن را سازمان داده: «وضع کتاب‌های درسی ایران خیلی خراب بود. شاه در هیئت دولت کتاب‌های تاریخ و جغرافی را پرت کرده بود و گفته بود این مزخرفات چیست؟ وزیر فرهنگ گفته بود ما مشکل چاپ داریم. صنعتی همهٔ چاپخانه‌ها را گرفته دارد برای افغانستان کتاب چاپ می‌کند. واقعاً چاپخانه‌ها پر بود. ما هم پول زیادی داشتیم. به فرانکلین گفتیم کمک کند یک چاپخانه تأسیس کنیم. گفتند بکن. من هم ناشران را جمع کردم و از کسانی مانند سید حسن تقی‌زاده کمک گرفتم. تقی‌زاده که از ایام جوانی به چاپ علاقه‌مند بود، شد رئیس هیئت مدیرهٔ افست. من هم شدم مدیر عامل. سهام افست را هم دادیم به ناشرینی که برای فرانکلین کتاب چاپ می‌کردند. سازمان شاهنشاهی خدمات اجتماعی هم سهم عمده‌ای برداشت». به این ترتیب فرانکلین بدل به سازمانی شد که درآمد فراوانی داشت.
چاپخانه افست، نخست در خیابان قوام السلطنه در مکانی کوچک پا گرفت. اما با مدیریت صنعتی به سرعت رشد کرد و در خیابان گوته زمین بزرگ و ساختمان‌های متعددی را به اجاره گرفت و مؤسسهٔ بزرگی شد که در خاورمیانه نظیر نداشت و شاید هنوز هم نظیر نداشته باشد. این چاپخانه هنوز هم کتاب‌های درسی ایران را چاپ می‌کند و بیشترین بار چاپ ایران به عهدهٔ آن است.

نورالدین الموتی دولتمرد و وزیر دادگستری در دوران نخست‌وزیری اعلی امینی در خصوص این بنگاه تحقیقاتی انجام داد.به روایت محمد باهری در این گزارش، این مؤسسه دستگاه جاسوسی دانسته شده بود. باهری در زمان وزارت خود در دادگستری این گزارش را پرونده سازی دانسته و رد کرد.